# 稲毛金七

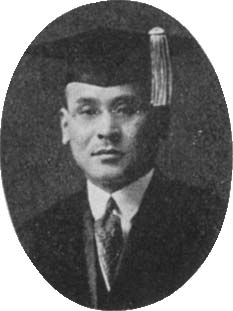
稲毛金七

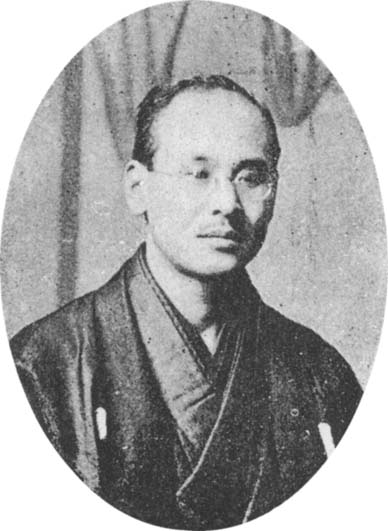
稲毛金七

稲毛 金七（いなげ きんしち、1887年（明治20年）6月5日 - 1946年（昭和21年）3月14日）は、日本の教育哲学者。早稲田大学教授、同高等学院教授、同評議員。号は詛風。

## 経歴
山形県東置賜郡漆山村（現在の南陽市）出身。郷里の高等小学校を卒業後、代用教員、準教員、小学校正教員を務めた。1906年（明治39年）、上京して早稲田大学文学部哲学科に入学し、1907年（明治40年）に修身科の中等教員検定に、1911年（明治44年）に教育科の中等教員検定に合格した。1912年（明治45年）に早稲田大学を卒業した後は中央公論社、内外教育評論社に関係した後は、雑誌「教育実験界」の主筆となったが、後に自己経営に移し「創造」と改題した。1921年（大正10年）に大日本学術協会主催の講演会で八大教育主張の1つの「創造教育論」を提唱した。
1924年（大正13年）から2年間ドイツに留学し、1927年（昭和2年）から早稲田大学で教鞭をとった。

## 著書

### 単著
- 『若き教育者の自覚と告白』内外教育論社、1912年12月。
- 『オイケンの哲学』大同館書店、1913年10月。NDLJP:951820。
  - 『改訂増補 オイケンの哲学』大同館書店、1914年10月。NDLJP:951821。
- 『現代教育者の真生活』大同館書店、1913年12月。NDLJP:937426。
  - 『現代教育者の真生活』ゆまに書房〈明治・大正教師論文献集成 23〉、1991年1月。ISBN 9784896683523。
- 『生の創造と教育』内外教育評論社、1914年7月。NDLJP:933563。
- 『現代思潮と教育』大同館書店、1915年1月。NDLJP:937460。
- 『生の創造と道徳』大同館書店、1915年2月。NDLJP:954754。
- 『教育の悲劇』内外教育評論社、1915年4月。NDLJP:979957。
- 『近松翁の洗心録』名著評論社〈名著梗概及評論 第29編〉、1915年4月。NDLJP:905081。
- 『戦の哲人ニイチェ』冨山房〈時事叢書 第25編〉、1915年4月。NDLJP:953255。
- 『青年教師の歩める道』大同館書店、1915年6月。NDLJP:937498。
- 『オイケンと現代思潮』天弦堂書房〈近代思潮叢書 第8編〉、1915年7月。NDLJP:936132。
- 『愛し得ざる悲哀』天弦堂書房、1915年11月。NDLJP:954978。
- 『教育の革新』米倉書店、1916年1月。NDLJP:980208。
- 『心の咡』大同館書店、1916年2月。NDLJP:936209。
- 『批評論』大同館書店、1916年9月。NDLJP:955228。
- 『沈黙の光』青雲社、1916年10月。NDLJP:939235。
- 『父と子』大同館書店、1917年5月。
- 『人生と教育』大同館書店、1917年9月。NDLJP:980221。
- 『教育者のための哲学』大同館書店、1918年6月。NDLJP:979969。
- 『自然の人ルソー』開発社、1918年12月。NDLJP:933269。
- 『民本主義の真髄』大同館書店、1919年3月。
- 『思想の力』大同館書店、1919年6月。NDLJP:961650。
- 『新時代の教育及び教育者』天佑社、1920年1月。NDLJP:980243。
- 『文化と自然』大同館書店、1920年5月。NDLJP:961741。
- 『一人の力』大同館書店、1920年8月。NDLJP:962156。
- 『若き教育者の自覚と告白』大同館書店、1921年12月。
  - 『若き教育者の自覚と告白』ゆまに書房〈明治・大正教師論文献集成 25〉、1991年1月。ISBN 9784896683547。
- 『創造主義の生活』京文社、1922年5月。NDLJP:969237。
- 『理想の教育者』大同館書店、1922年7月。NDLJP:980283。
  - 『理想の教育者』ゆまに書房〈明治・大正教師論文献集成 39〉、1991年4月。ISBN 9784896683998。
- 『創造本位の教育観』大同館書店、1922年11月。NDLJP:980275。
- 『教育哲学概説』広文堂書店、1922年11月。NDLJP:980012。
- 『反省と憧憬』大同館書店、1923年4月。NDLJP:969370。
- 『現代教育の主潮』大同館書店、1923年5月。NDLJP:980318。
- 『創造教育論』内外出版〈内外教育叢書 第8巻〉、1923年5月。NDLJP:937899。
- 『哲学入門』大同館書店、1924年4月。NDLJP:981694。
- 『カントの哲学』文化書房、1924年5月。NDLJP:981682。
- 『教育哲学概論』啓文社書店、1924年6月。NDLJP:980023。
- 『教育哲学の研究』大同館書店、1924年9月。NDLJP:980029。
- 『哲学概説』広文堂書店、1924年12月。
- 『哲学教科書』大同館書店、1926年4月。NDLJP:971011。
- 『欧洲文化の印象と批判』大同館書店、1928年1月。NDLJP:1271725。
- 『稿本 心理学 第2分冊』世界堂書店、1929年10月。NDLJP:1031977。
- 『日本文化の創造と教育』東洋図書、1929年10月。NDLJP:1466396。
- 『教育学概論』早稲田大学出版部〈文化科学叢書 8〉、1930年5月。NDLJP:1280786。
- 『稿本 倫理学』二書房、1930年9月。NDLJP:1179733。
- 『統一心理学 専政用』世界堂書店、1931年10月。NDLJP:1176005。
- 『統一心理学』世界堂書店、1932年2月。NDLJP:1191294。
- 『現代思潮と新日本の教育』明治図書、1934年2月。NDLJP:1279278。
- 『心理学概説 上巻』世界堂書店、1935年5月。NDLJP:1211842。
  - 『心理学概説』世界堂書店、1937年4月。NDLJP:1207204。
- 『日本人の創造性と教育』明治図書、1936年5月。NDLJP:1463391。
- 『日本教育の哲学的基礎』明治図書、1937年5月。NDLJP:1463387。
- 『稿本 心理学綱要』世界堂書店、1939年4月。NDLJP:1054407。
  - 『稿本 心理学綱要』（改訂版）世界堂書店、1939年4月。NDLJP:1107185。
- 『稿本 哲学概論』世界堂書店、1940年6月。NDLJP:1056707。
- 『科学の振興と創造教育』明治図書、1941年6月。NDLJP:1069901。
- 『教育哲学』目黒書店、1941年7月。NDLJP:1459953。
- 『新日本の教育』富文社、1947年1月。NDLJP:1459908。

### 共著
- 稲毛金七、近藤新一『文検修身教育法制経済問題解答』内外教育評論社、1913年5月。NDLJP:951115。
- 稲毛詛風、市川虚山『ベルグソン哲学の真髄』大同館書店、1914年4月。NDLJP:951973。
- 五十嵐力、稲毛詛風『謡曲文学講話・オイッケン、ベルグソン哲学講話』文学普及会〈早稲田文学社文学普及会講話叢書 第3編〉、1914年7月。NDLJP:948893。
- 片上伸、杉森南山、稲毛詛風『文芸復興期思潮講話・プラグマティズム講話・プラグマティズム及びヒウマニズム研究者の為めに』文学普及会〈早稲田文学社文学普及会講話叢書 第5編〉、1914年9月。

### 翻訳
- ギヨー『遺伝か教育か』隆文館、1918年2月。NDLJP:980225。
- ベルドランド・ラッセル『新哲学綱領』天佑社、1921年1月。